# Gliese 179
Gliese 179 (GJ 179 / HIP 22627 / Ross 401) es una estrella de magnitud aparente +11,56 en la constelación de Orión, visualmente a 44 minutos de arco de Tabit (π3 Orionis). Desde 2010 se conoce la existencia de un planeta extrasolar en órbita alrededor de esta estrella.
Situada a 40 años luz del sistema solar, Gliese 179 es una enana roja de tipo espectral M3.5V. Tiene una temperatura efectiva de 3370 ± 100 K y una masa de 0,36 masas solares.
Su radio es equivalente al 38% del radio solar y su velocidad de rotación proyectada es inferior a 1,5 km/s.
Es una estrella tenue que brilla con una luminosidad equivalente al 1,6% de la del Sol y muestra actividad cromosférica. Tiene una metalicidad —abundancia relativa de elementos más pesados que el helio— superior a la solar, en torno al doble de la misma.
Las características físicas de Gliese 179 —temperatura, masa y elevada metalicidad— son muy similares a las de Gliese 876, enana roja que alberga un amplio sistema planetario.

## Sistema planetario
En 2010 se anunció el descubrimiento de un planeta en torno a Gliese 179, denominado Gliese 179 b.
Es un planeta joviano que se mueve a una distancia media de 2,41 UA respecto a la estrella.
Tiene un largo período orbital de 6,3 años.
| Acompañante (En orden desde la estrella) | Masa (MJ)     | Período orbital (días) | Semieje mayor (UA) | Excentricidad |
| ---------------------------------------- | ------------- | ---------------------- | ------------------ | ------------- |
| Gliese 179 b                             | > 0,82 ± 0,07 | 2288 ± 59              | 2,41 ± 0,04        | 0,21 ± 0,08   |